# Kurt Koffka
Kurt Koffka, nemški psiholog, * 18. marec 1886, Berlin, Nemčija, † 22. november 1941, Northampton, Massachusetts, ZDA.
Izobrazil se je v Berlinu, kjer je doktoriral leta 1909 pri Carlu Stumpfu. Zraven študija v Berlinu, je eno leto preživel na Univerzi v Edinburghu, kjer se je naučil tekoče govoriti angleščino, kar mu je kasneje pomagalo, da je razširil Gestalt psihologijo izven nemških meja.

## Izbrana dela
- Die grundlagen der psychischen entwicklung (1921)
- Perception: An Introduction to the Gestalt Theorie (1922)
- Growth of the Mind (1924)
- Principles of Gestalt Psychology (1935)